# Dictyosquilla
Dictyosquilla is een geslacht van kreeftachtigen uit de klasse van de Malacostraca (hogere kreeftachtigen).

## Soorten
- Dictyosquilla foveolata (Wood-Mason, 1895)
- Dictyosquilla tuberculata Ahyong, 2001